# سم هیلی
سم هیلی (انگلیسی: Sam Healy؛ زادهٔ ۱۵ ژوئن ۱۹۷۶) هنرپیشه اهل استرالیا است.
از فیلم‌ها یا برنامه‌های تلویزیونی که وی در آن نقش داشته‌است می‌توان به پرستاران اشاره کرد.